# 1998년 러시아 금융 위기

소련 붕괴 이후 러시아 경제 (2008년 국제 달러)

러시아 금융 위기는 1998년 8월 17일 러시아를 강타했다. 이로 인해 러시아 정부와 러시아 중앙은행은 루블화를 평가절하하고 부채를 상환하지 못하게 되었다. 이 위기는 많은 이웃 국가들의 경제에 심각한 영향을 끼쳤다. 한편 제임스 쿡 미국 러시아 투자 펀드 수석부회장은 이번 위기가 러시아 은행들의 자산 다변화를 가르치는 긍정적 효과를 내놨다고 분석했다.

## 사건 배경 및 과정
생산성 저하, 공공 혼란을 피하기 위한 루블화와 외화 간 고액 고정환율, 치명적인 재정 경솔성, 만성적인 재정적자 등이 위기의 원인이었다. 제1차 체첸 전쟁의 경제적 비용인 55억 달러도 위기의 원인이 됐다. 1997년 상반기 러시아 경제는 일부 개선의 조짐을 보였다. 그러나 곧이어 문제가 점차 심화되기 시작했다.
1997년 시작된 아시아 금융 위기와 그에 따른 원유와 비철금속 수요의 하락이라는 두 가지 외부 충격이 러시아 외환보유고에 심각한 영향을 미쳤다.
보리스 옐친 대통령이 1998년 3월 23일 빅토르 체르노미르딘 총리와 그의 내각 전체를 전격 해임하면서 정치적 위기가 정점에 달했다. 옐친은 당시 35세였던 세르게이 키리옌코 에너지 장관을 총리 권한대행으로 임명했다.
1998년 5월 29일 옐친은 보리스 표도로프를 국세청장으로 임명했다.
통화의 지지와 자본의 도피를 막기 위해 1998년 6월 키리옌코는 GKO 금리를 150%로 인상했다.
국제 통화 기금(IMF)과 세계은행 금융 패키지는 1998년 7월 13일 빠르게 만기가 돌아오는 GKO 단기 지폐를 장기 유로본드로 교환함으로써 러시아 시장을 안정시키고 개혁을 지원하기 위해 승인되었다. 러시아 정부는 안드레이 일라리오노프를 비롯한 많은 경제학자들이 정부에 루블화 지원을 포기하라고 촉구했지만 루블화 환율은 좁은 범위 내에서 유지하기로 결정했다.
1998년 5월 12일, 석탄 광부들은 임금 체불 문제로 시베리아 횡단 철도를 봉쇄하며 파업에 돌입했다. 1998년 8월 1일까지 러시아 노동자들에게 빚진 빚은 약 125억 달러였다. 1998년 8월 14일 러시아 루블 대 미국 달러 환율은 여전히 6.29였다. 구제금융에도 불구하고 1998년 7월 러시아의 부채에 대한 월 이자 지급액은 월별 세금 징수액보다 40% 높은 수치까지 올랐다.
또한, 1998년 7월 15일, 좌파 정당들이 장악한 국가두마는 정부의 대위기 대책 대부분을 채택하지 않았기 때문에, 정부는 대통령령에 의존할 수 밖에 없었다. 7월 29일 옐친은 발다이 구릉 지역에서 휴가를 중단하고 모스크바로 날아가 개각에 대한 우려를 불러일으켰지만, 그는 니콜라이 코발료프 연방안보국장을 블라디미르 푸틴으로 교체했다.
당시 러시아는 루블화에 대해 "변동 페그" 정책을 취했는데, 이는 중앙은행이 언제든지 루블 대 달러(Rub/USD) 환율이 특정 범위를 유지하기로 결정했다는 뜻이다. 만약 루블화가 그 범위(또는 "밴드")를 벗어난다고 위협한다면, 중앙은행은 루블을 사기 위해 외환보유액을 지출함으로써 개입할 것이다. 예를 들어, 중앙은행은 위기 전 1년 동안 5.3~7.1 루브/USD의 대역을 유지하는 것을 목표로 했는데, 이는 시장 환율이 달러당 7.1 루블을 초과할 우려가 있을 경우 루블을 매수하겠다는 의미였다. 이와 유사하게, 시장환율이 5.3 이하로 떨어질 것이라고 위협한다면 루블을 팔 것이다.
러시아 정부가 일련의 경제 개혁을 일관성 있게 이행하지 못한 것은 투자자들의 신뢰를 심각하게 떨어뜨리고 중앙은행에 대한 경영에 비유할 수 있는 연쇄반응으로 이어졌다. 투자자들이 루블과 러시아 자산(증권 등)을 매도하며 시장을 이탈해 루블 하락을 압박하기도 했다. 이로 인해 중앙은행은 러시아 통화방어를 위해 외환보유액을 지출할 수밖에 없었고, 이는 투자자들의 신뢰를 더욱 떨어뜨리고 루블화를 약화시켰다. 1997년 10월 1일부터 1998년 8월 17일까지 중앙은행은 변동성 페그 유지를 위해 270억 달러의 미국 달러 적립금을 사용한 것으로 추정된다.
이후 세계은행과 국제 통화 기금(IMF)이 제공한 국제자금 중 약 50억 달러가 붕괴 직전 러시아에 도착한 것으로 드러났다.

## 위기 및 영향
1998년 8월 17일, 러시아 정부는 루블화를 평가절하하고, 국내 부채를 채무불이행하며, 외채 상환 유예를 선언했다.
1998년 8월 17일, 정부는 특정 국가 증권(GKO와 OFZ)이 새로운 증권으로 전환될 것이라고 선언했다.
동시에 당국은 통화대역을 넓히는 것 외에도 루브/미화 환율이 더 넓은 범위 내에서 더 자유롭게 움직일 수 있도록 할 의도도 있다고 발표했다.
당시 모스크바 은행간 환전소(MICEX)는 매입자와 매도자가 제출한 서면 입찰을 토대로 일련의 쌍방향 경매를 통해 일일 '공식' 환율을 책정했다. 매수 및 매도 가격이 일치할 때, 이는 공식 MICEX 환율을 "고정" 또는 "결산"했으며, 이는 로이터 통신에 의해 발표될 것이다. MICEX 환율은 전 세계 은행과 통화 딜러들이 러시아 루블 및 외화 관련 거래의 기준 환율로 일반적으로 사용했으며 현재에도 사용되고 있다.
1998년 8월 17일부터 25일까지 MICEX에서 루블화 가치가 6.43루브에서 7.86루브/USD로 꾸준히 하락하였다. 1998년 8월 26일 중앙은행은 MICEX에 대한 달러-루블 거래를 종료하였고, MICEX는 그날 루블화-달러 환율을 고정하지 않았다.
1998년 9월 2일 러시아 중앙은행은 "부동 페그" 정책을 포기하고 루블화를 자유롭게 띄우기로 결정했다. 1998년 9월 21일까지 환율은 1달러에 21루블에 달했고, 이는 한 달 전 가치의 3분의 2를 잃었다는 것을 의미한다.
1998년 9월 28일 보리스 표도로프는 국세청장직에서 해임되었다.
공동성명에 의해 부과된 지불 유예는 1998년 11월 15일에 만료되었고, 러시아 정부와 중앙은행은 이를 갱신하지 않았다.

### 인플레이션
1998년 러시아의 인플레이션은 84%에 달했고 복지비용은 상당히 증가했다. 잉콤은행, 원심은행, 도쿄은행을 포함한 많은 은행들이 위기의 결과로 문을 닫았다.

### 은행
뱅커스 트러스트는 1998년 여름 러시아 국채에서 큰 위치를 차지하면서 큰 손실을 보았지만 1998년 11월 100억 달러에 도이치은행에 인수되면서 금융 붕괴를 면했다. 이로써 도이치은행은 UBS, 피델리티 인베스트먼트, 일본 우체국 생명보험기금에 이어 세계 4위의 자금운용사가 됐다.

### 농업
러시아 농업 정책에 대한 위기의 주효과는 1997년에 비해 실질적으로는 약 80%에 달하는 연방정부의 보조금 감소였다.

## 복구
러시아는 1998년 8월 금융위기 이후 놀라운 속도로 반등했다. 회복의 많은 이유는 1999년~2000년 동안 세계 유가가 빠르게 상승했고 러시아가 1999년과 2000년 큰 무역 흑자를 기록했기 때문이다. 식품 가공업 등 국내 업계가 평가절하로 수혜를 입어 수입품 가격이 가파르게 오른 것도 한 이유다.
또한, 러시아 경제가 물물교환과 다른 비화폐적 교환 상품으로 크게 운영되고 있었기 때문에, 금융 붕괴는 많은 생산자들에게 미치는 영향이 은행 시스템에 의존할 때보다 훨씬 적었다. 마지막으로, 경제는 현금 유입에 의해 도움을 받았다. 기업들이 밀린 임금과 세금으로 빚을 갚을 수 있게 되면서, 러시아 산업에서 생산한 상품과 서비스에 대한 소비자 수요가 증가하기 시작했다.

## 같이 보기
- 롱텀캐피털매니지먼트
- 1997년 아시아 금융 위기
- 아르헨티나 경제 위기
- 국가부도
- 벌처펀드